# Doraemon: Shin Nobita no Nippon Tanjou
Doraemon: Shin Nobita no Nippon Tanjou és una pel·lícula japonesa dirigida per Shinnosuke Yakuwa i estrenada el 5 de març del 2016 al Japó. És la 36 pel·lícula en la sèrie Doraemon, i alhora, és un remake de la pel·lícula amb el mateix nom estrenada el 1989.
La primera setmana va recaptar 5,6 milions de dòlars i tingué 544.816 espectadors al Japó. Fou la setena pel·lícula més vista de l'any al seu país d'origen, i tingué estrenes reeixides a la Xina, Turquia, Hong Kong, Corea del Sud i Itàlia.

## Doblatge
| Personatge                  | Veu japonesa                           |
| --------------------------- | -------------------------------------- |
| Doraemon                    | Wasabi Mizuta                          |
| Nobita Nobi / Noby          | Megumi Ōhara Satoshi Tsumabuki (adult) |
| Shizuka Minamoto / Sue      | Yumi Kakazu                            |
| Suneo Honekawa / Sneech     | Tomokazu Seki                          |
| Takeshi "Gian" Goda / Big G | Subaru Kimura                          |